# Kościół św. Urbana w Wędzinie
Kościół św. Urbana w Wędzinie – kościół rzymskokatolicki w Wędzinie (powiat lubliniecki, województwo śląskie).

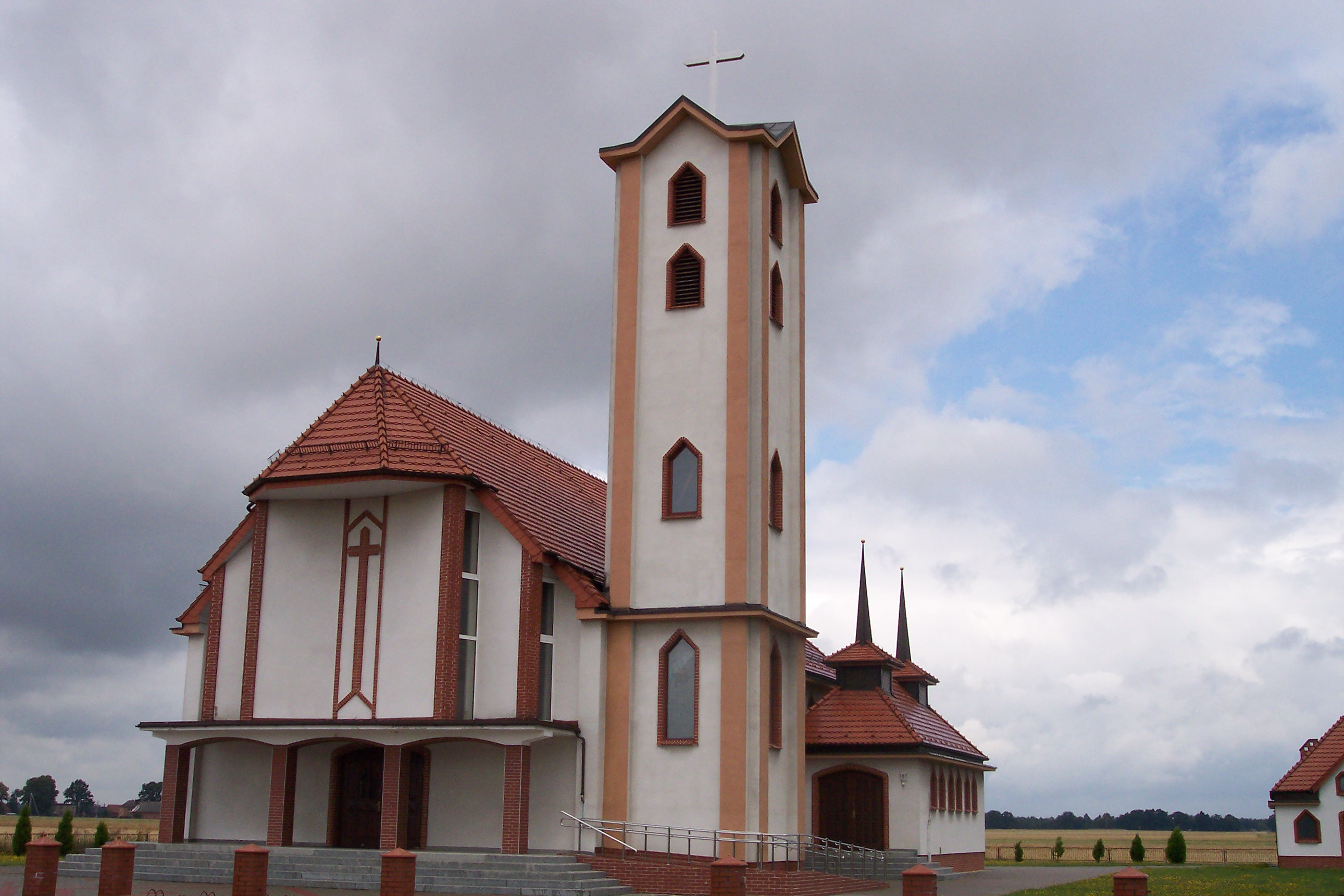
Widok z frontu

## Historia
Obecny nowy kościół wybudowano w latach 1996-2002. Został poświęcony 15 września 2002 r. przez ówczesnego biskupa pomocniczego diecezji opolskiej ks. biskupa Jana Kopca. W miejscu, gdzie znajdował się już nieistniejący budynek kościoła, znajduje się kapliczka z krzyżem w centralnej części.